# Saison 2012 de l'équipe cycliste Vacansoleil-DCM
La saison 2012 de l'équipe cycliste Vacansoleil-DCM est la huitième de cette équipe.

## Préparation de la saison 2012

### Arrivées et départs
| Arrivées           | Équipe 2011                  |
| ------------------ | ---------------------------- |
| Kris Boeckmans     | Topsport Vlaanderen-Mercator |
| Stefan Denifl      | Leopard-Trek                 |
| Maurits Lammertink | Jo Piels                     |
| Gustav Larsson     | Saxo Bank-Sungard            |
| Bert-Jan Lindeman  | Jo Piels                     |
| Tomasz Marczyński  | CCC Polsat Polkowice         |
| Barry Markus       | Rabobank Continental         |
| Jacek Morajko      | CCC Polsat Polkowice         |
| Martin Mortensen   | Leopard-Trek                 |
| Nikita Novikov     | Itera-Katusha                |
| Rafael Valls       | Geox-TMC                     |
| Kenny van Hummel   | Skil-Shimano                 |
| Kevin Van Impe     | Quick Step                   |

| Départs           | Équipe 2012              |
| ----------------- | ------------------------ |
| Santo Anzà        |                          |
| Maxim Belkov      | Katusha                  |
| Borut Božič       | Astana                   |
| Gorik Gardeyn     | Champion System          |
| Michał Gołaś      | Omega Pharma-Quick Step  |
| Joost van Leijen  | Lotto-Belisol            |
| Ezequiel Mosquera | suspendu et non conservé |
| Jens Mouris       | GreenEDGE                |
| Alberto Ongarato  | Lampre-ISD               |
| Ruslan Pidgornyy  |                          |

## Coureurs et encadrement technique

### Effectif
| Cycliste            | Date de naissance | Nationalité | Équipe 2011                  |
| ------------------- | ----------------- | ----------- | ---------------------------- |
| Kris Boeckmans      | 13 février 1987   | Belgique    | Topsport Vlaanderen-Mercator |
| Matteo Carrara      | 25 mars 1979      | Italie      | Vacansoleil-DCM              |
| Thomas De Gendt     | 6 novembre 1956   | Belgique    | Vacansoleil-DCM              |
| Stefan Denifl       | 20 septembre 1987 | Autriche    | Leopard-Trek                 |
| Stijn Devolder      | 29 août 1979      | Belgique    | Vacansoleil-DCM              |
| Romain Feillu       | 16 avril 1984     | France      | Vacansoleil-DCM              |
| Johnny Hoogerland   | 13 mai 1983       | Pays-Bas    | Vacansoleil-DCM              |
| Martijn Keizer      | 25 mars 1988      | Pays-Bas    | Vacansoleil-DCM              |
| Sergueï Lagoutine   | 14 janvier 1981   | Ouzbékistan | Vacansoleil-DCM              |
| Maurits Lammertink, | 31 août 1990      | Pays-Bas    | Jo Piels                     |
| Gustav Larsson      | 20 septembre 1980 | Suède       | Saxo Bank-Sungard            |
| Björn Leukemans     | 1er juillet 1977  | Belgique    | Vacansoleil-DCM              |
| Pim Ligthart        | 16 juin 1988      | Pays-Bas    | Vacansoleil-DCM              |
| Bert-Jan Lindeman   | 16 juin 1989      | Pays-Bas    | Jo Piels                     |
| Marco Marcato       | 11 février 1984   | Italie      | Vacansoleil-DCM              |
| Tomasz Marczyński   | 6 mars 1984       | Pologne     | CCC Polsat Polkowice         |
| Barry Markus        | 17 juillet 1991   | Pays-Bas    | Rabobank Continental         |
| Wouter Mol          | 17 avril 1982     | Pays-Bas    | Vacansoleil-DCM              |
| Jacek Morajko       | 26 avril 1981     | Pologne     | CCC Polsat Polkowice         |
| Martin Mortensen    | 5 novembre 1984   | Danemark    | Leopard-Trek                 |
| Nikita Novikov      | 10 novembre 1989  | Russie      | Itera-Katusha                |
| Marcello Pavarin    | 22 octobre 1986   | Italie      | Vacansoleil-DCM              |
| Wout Poels          | 1er octobre 1987  | Pays-Bas    | Vacansoleil-DCM              |
| Rob Ruijgh          | 12 novembre 1989  | Pays-Bas    | Vacansoleil-DCM              |
| Mirko Selvaggi      | 11 février 1985   | Italie      | Vacansoleil-DCM              |
| Rafael Valls        | 27 juin 1987      | Espagne     | Geox-TMC                     |
| Kenny van Hummel    | 30 septembre 1982 | Pays-Bas    | Skil-Shimano                 |
| Kevin Van Impe,     | 19 avril 1981     | Belgique    | Quick Step                   |
| Frederik Veuchelen  | 4 septembre 1978  | Belgique    | Vacansoleil-DCM              |
| Lieuwe Westra       | 11 septembre 1982 | Pays-Bas    | Vacansoleil-DCM              |
| Stagiaire           | Date de naissance | Nationalité | Équipe 2012                  |
| Jasper Hamelink     | 12 janvier 1990   | Pays-Bas    | Jo Piels                     |
| Wesley Kreder       | 4 novembre 1990   | Pays-Bas    | Rabobank Continental         |
| Willem Wauters      | 10 novembre 1989  | Belgique    | Lotto-Belisol U23            |

## Bilan de la saison

### Victoires
| Date       | Course                                       | Pays        | Classe | Vainqueur         |
| ---------- | -------------------------------------------- | ----------- | ------ | ----------------- |
| 04/02/2012 | 4e étape de l'Étoile de Bessèges             | France      | 2.1    | Marco Marcato     |
| 04/03/2012 | 1re étape de Paris-Nice                      | France      | WT     | Gustav Larsson    |
| 08/03/2012 | 5e étape de Paris-Nice                       | France      | WT     | Lieuwe Westra     |
| 10/03/2012 | 7e étape de Paris-Nice                       | France      | WT     | Thomas De Gendt   |
| 10/03/2012 | Tour de Drenthe - Ronde van Drenthe          | Pays-Bas    | 1.1    | Bert-Jan Lindeman |
| 26/05/2012 | 20e étape du Tour d'Italie                   | Italie      | WT     | Thomas De Gendt   |
| 02/06/2012 | 3e étape du Tour de Luxembourg               | Luxembourg  | 2.HC   | Wout Poels        |
| 08/06/2012 | Grand Prix du canton d'Argovie               | Suisse      | 1.HC   | Sergueï Lagoutine |
| 20/06/2012 | Championnat des Pays-Bas du contre-la-montre | Pays-Bas    | CN     | Lieuwe Westra     |
| 24/06/2012 | Championnat d'Ouzbékistan sur route          | Ouzbékistan | CN     | Sergueï Lagoutine |
| 26/06/2012 | Championnat de Suède du contre-la-montre     | Suède       | CN     | Gustav Larsson    |
| 22/08/2012 | Druivenkoers Overijse                        | Belgique    | 1.1    | Björn Leukemans   |
| 25/08/2012 | 5e étape du Tour du Danemark                 | Danemark    | 2.HC   | Lieuwe Westra     |
| 26/08/2012 | Classement général du Tour du Danemark       | Danemark    | 2.HC   | Lieuwe Westra     |
| 07/10/2012 | Paris-Tours                                  | France      | 1.HC   | Marco Marcato     |
| 14/10/2012 | Tour de Vendée                               | France      | 1.HC   | Wesley Kreder     |

### Résultats sur les courses majeures
Les tableaux suivants représentent les résultats de l'équipe dans les principales courses du calendrier international (les cinq classiques majeures et les trois grands tours). Pour chaque épreuve est indiqué le meilleur coureur de l'équipe, son classement ainsi que les accessits glanés par Vacansoleil-DCM sur les courses de trois semaines.

#### Classiques
| Classique            | Milan-San Remo          | Tour des Flandres     | Paris-Roubaix       | Liège-Bastogne-Liège    | Tour de Lombardie       |
| -------------------- | ----------------------- | --------------------- | ------------------- | ----------------------- | ----------------------- |
| Coureur (classement) | Johnny Hoogerland (20e) | Björn Leukemans (14e) | Marco Marcato (20e) | Johnny Hoogerland (22e) | Tomasz Marczyński (22e) |

#### Grands tours
| Grand tour           | Tour d'Italie | Tour de France     | Tour d'Espagne          |
| -------------------- | --- | ------------------ | ----------------------- |
| Coureur (classement) | Thomas De Gendt (3e) | Rafael Valls (41e) | Tomasz Marczyński (13e) |
| Accessits            | 1 victoire d'étape (Thomas De Gendt), classement des sprints intermédiaires (Martijn Keizer) et Cima Coppi (Thomas De Gendt) | -                  | -                       |

### Classement UCI
L'équipe Vacansoleil-DCM termine à la seizième place du World Tour avec 364 points. Ce total est obtenu par l'addition des points des cinq meilleurs coureurs de l'équipe au classement individuel que sont Thomas De Gendt, 38e avec 134 points, Lieuwe Westra, 55e avec 97 points, Johnny Hoogerland, 82e avec 51 points, Tomasz Marczyński, 87e avec 45 points, et Marco Marcato, 95e avec 45 points,. Le championnat du monde du contre-la-montre par équipes terminé à la 12e place ne rapporte aucun point à l'équipe.
| Rang | Coureur           | Points |
| ---- | ----------------- | ------ |
| 38   | Thomas De Gendt   | 134    |
| 55   | Lieuwe Westra     | 97     |
| 82   | Johnny Hoogerland | 51     |
| 87   | Tomasz Marczyński | 45     |
| 95   | Marco Marcato     | 37     |
| 114  | Wout Poels        | 24     |
| 117  | Björn Leukemans   | 22     |
| 124  | Matteo Carrara    | 21     |
| 174  | Gustav Larsson    | 7      |
| 182  | Kenny van Hummel  | 6      |
| 216  | Pim Ligthart      | 2      |
| 218  | Kris Boeckmans    | 2      |